# Bruno Caires
Bruno Ricardo Mendonça Caires (Lisboa, 2 d'abril de 1976) és un exfutbolista portugués, que jugava com a migcampista.

## Trajectòria
Bruno Caires va destacar a mitjans de la dècada dels 90 amb les seleccions inferiors portugueses. Va ser campió d'Europa el 1994 i tercer al Mundial sub-20 de Qatar, el 1995.
Es va formar al Benfica, on va romandre fins a 1997. Al mig, va ser cedit a l'Os Belenenses la campanya 94/95. Al Benfica va tenir les seues oportunitats, tot i que no va arribar a ser titular absolut.
La temporada 97/98 és fitxat pel Celta de Vigo, on la competència i les lesions van fer que només jugara 17 partits en dos anys. La temporada 99/00 va ser cedit al CD Tenerife, on tampoc té massa fortuna.
De nou al Benfica, no compta per al club de Lisboa i baixa al conjunt reserva. Finalment, militarà en clubs modestos, com Maia, Sp. Covilha i Louletano abans de penjar les botes el 2005.